# 山形県の神社一覧
山形県の神社一覧（やまがたけんのじんじゃいちらん）は、山形県の神社で山形県神社庁が包括する本務社と兼務社を、市町村毎に一覧形式でまとめたものである。

## 山形市
| - 山形県護国神社 - 山形県山形市薬師町2-8-75 - 豊烈神社 - 山形県山形市桜町7-47 - 鳥海月山両所宮 - 山形市宮町3-8-41 - 六椹八幡宮 - 山形市鉄砲町 - 山寺日枝神社 - 山形市山寺4449-4 - 熊野神社 - 山形県山形市大字妙見寺1742 - 蔵王山神社 - 山形県山形市大字上宝沢2762-1 - 白鬚神社 - 山形県山形市大字滑川90-1 - 苅田嶺神社 - 山形県山形市大字下宝沢345 - 熊野神社 - 山形県山形市大字新山新屋敷12 - 日枝神社 - 山形県山形市香澄町三丁目14-25 - 熊野神社 - 山形県山形市六日町5-57 - 古峰神社 - 山形県山形市大字岩波618-丙 - 白山神社 - 山形県山形市白山三丁目11-21 - 稲荷神社 - 山形県山形市小姓町96-13 - 徳壽稲荷神社 - 山形県山形市東原町一丁目5-6 - 伊豆神社 - 山形県山形市大野目町320 - 天満神社 - 山形県山形市小白川町3-4-6 - 山神神社 (山形市) - 山形県山形市高原町901-3 - 稲荷神社 - 山形県山形市大字関沢443 - 尾萬稲荷神社 - 山形県山形市円応寺町5-31 - 愛宕神社 - 山形県山形市小白川町1248-5 - 八幡神社 - 山形県山形市大字下椹沢75 - 日吉神社 - 山形県山形市大字岩波1269-3 - 熊野神社 - 山形県山形市蔵王山田字本郷50 - 春日神社 - 山形県山形市大字平清水953-1 | - 刈田神社 - 山形県山形市落合町1530 - 歌懸稲荷神社 - 山形県山形市十日町1丁目1-26 - 福満稲荷神社 - 山形県山形市香澄町字吹張91 - 八幡神社 - 山形県山形市大字長谷堂3492-4 - 水分神社 - 山形県山形市吉原二丁目6-31 - 八坂神社 - 山形県山形市大字門伝3093 - 普料神社 - 山形県山形市大字下椹沢871-1 - 月山神社 - 山形県山形市大字上桜田字北ノ宿479-3 - 山神社 (山形市) - 山形県山形市大字神尾494 - 八幡神社 - 山形県山形市大字八森490 - 千歳稲荷神社 - 山形県山形市大字前田1225 - 賀茂雷神社 - 山形県山形市大字下宝沢217-3 - 太子神社 - 山形県山形市大字下宝沢284-1 - 神明神社 - 山形県山形市南館二丁目4-2 - 秋葉神社 - 山形県山形市蔵王上野字大平2415-1 - 八幡神社 - 山形県山形市大字平清水2062-1 - 稲荷神社 - 山形県山形市大字小立576 - 住吉神社 - 山形県山形市大字上宝沢209-1 - 稲荷神社 - 山形県山形市大字釈迦堂273-1 - 大鷹神社 - 山形県山形市大字沼木55-1 - 八幡神社 - 山形県山形市大字柏倉910-1 - 稲荷神社 - 山形県山形市飯塚町1 - 新山神社 - 山形県山形市大字青田484-3 - 稲荷神社 - 山形県山形市大字上椹沢69 - 印鑰神明宮 - 山形県山形市鈴川町二丁目10-48 - 熊野神社 - 山形県山形市長町三丁目13-22 - 八幡神社 - 山形県山形市落合町2429 |

## 鶴岡市
| - 出羽三山神社 - 山形県鶴岡市羽黒町手向7 - 荘内神社 - 山形県鶴岡市馬場町4-1 - 鶴岡護国神社 - 山形県鶴岡市馬場町4-4 - 金峯神社 - 山形県鶴岡市大字青龍寺字金峯1 - 荒倉神社 - 山形県鶴岡市西目字荒倉口38 - 由豆佐売神社 - 山形県鶴岡市湯田川字岩清水86 - 八乙女神社 - 山形県鶴岡市三瀬 - 皇大神社 - 山形県鶴岡市大山字米出新田344 - 白鬚神社 - 山形県鶴岡市山田字境興屋35 - 愛宕神社 - 山形県鶴岡市大山字城山298 - 八幡神社 - 山形県鶴岡市神明町1-10 - 琴平神社 - 山形県鶴岡市本町二丁目13-22 - 稲荷神社 - 山形県鶴岡市新形町15-15 - 遠賀神社 - 山形県鶴岡市井岡字和田181-1 - 六所神社 - 山形県鶴岡市寺田字後田200 - 荒倉神社 - 山形県鶴岡市西目竹ノ浦 - 皇大神社 - 山形県鶴岡市山田字仲道69 - 椙尾神社 - 山形県鶴岡市大荒字門脇31 - 伊勢両宮 - 山形県鶴岡市神明町9-22 - 豊饒稲荷神社 - 山形県鶴岡市本町三丁目7-24 - 川内神社 - 山形県鶴岡市関根字川内沢155 - 八幡神社 - 山形県鶴岡市藤沢字荒沢261 - 椙尾神社 - 山形県鶴岡市馬町字宮ノ腰169 - 地神社 - 山形県鶴岡市日枝字海老島92 - 稲荷神社 - 山形県鶴岡市大東町1-15 - 御嶽神社 - 山形県鶴岡市上清水字蔵王前205 - 川内神社 - 山形県鶴岡市大荒字荒沢前111 - 皇大神社 - 山形県鶴岡市西目字鷲嶽沢93 - 皇大神社 - 山形県鶴岡市岡山字六供190 | - 白山神社 - 山形県鶴岡市白山林字西野100 - 八幡神社 - 山形県鶴岡市新海町17-8 - 皇大神社 - 山形県鶴岡市小淀川乙38 - 稲荷神社 - 山形県鶴岡市三光町2-15 - 藥師神社 - 山形県鶴岡市矢馳字上矢馳129-2 - 水上八幡神社 - 山形県鶴岡市水沢字楯ノ下1 - 秋葉神社 - 山形県鶴岡市昭和町3-18 - 八幡神社 - 山形県鶴岡市文下字村ノ内41 - 稲荷神社 - 山形県鶴岡市三光町6-15 - 稲荷神社 - 山形県鶴岡市昭和町3-4 - 日枝神社 - 山形県鶴岡市山王町2-26 - 鶴岡天満宮 - 山形県鶴岡市神明町3-40 - 藥師神社 - 山形県鶴岡市西目字京田前50 - 藥師神社 - 山形県鶴岡市大広字大石85 - 皇大神社 - 山形県鶴岡市稲生一丁目20-63 - 伊勢両宮神社 - 山形県鶴岡市道形町6-46 - 瀧姫神社 - 山形県鶴岡市東目字落合237 - 峯龍神社 - 山形県鶴岡市上清水字桃木沢230 - 日枝神社 - 山形県鶴岡市山王町2-26 - 皇大神社 - 山形県鶴岡市西目字神社口39 - 山神社 (鶴岡市) - 山形県鶴岡市西目字水上沢52 - 熊野神社 - 山形県鶴岡市水沢字熊野前53 - 皇大神社 - 山形県鶴岡市清水新田字南田1 - 八幡神社 - 山形県鶴岡市布目字中通119 - 三瀬気比神社 - 山形県鶴岡市三瀬宮ノ前1 - 新山神社 - 山形県鶴岡市大淀川字畑田200 - 深山神社 - 山形県鶴岡市下清水字内田元330 - 三吉神社 - 山形県鶴岡市大山字城山191 - 皇大神社 - 山形県鶴岡市大淀川字川端26 - 月山神社 - 山形県鶴岡市上清水字桃木沢340 - 稲荷神社 - 山形県鶴岡市森片字前田1 |

## 酒田市
| - 城輪神社 - 山形県酒田市城輪字宮形 - 南洲神社 - 酒田市宮野浦飯盛山下304-10 - 大物忌神社 - 山形県酒田市本楯新田目 - 光丘神社 - 酒田市日吉1-7 - 八雲神社 - 酒田市御成町2-48 - 酒田港金刀比羅神社 - 酒田市日吉2-9-21 - 皇大神社 - 山形県酒田市地見興屋字前割77 - 白山神社 (酒田市山寺) - 山形県酒田市山寺字欠ノ上127 - 日枝神社 - 山形県酒田市砂越字楯之内1 - 三上神社 - 山形県酒田市北俣字石鉢山90 - 新山神社 - 山形県酒田市楢橋字新山18 - 中山神社 - 山形県酒田市字内町3 - 皇大神社 - 山形県酒田市大沼新田字内畑45 - 澤照神社 - 山形県酒田市臼ヶ沢字上沢通118 - 皇大神社 - 山形県酒田市山寺字欠ノ上128 - 皇大神社 - 山形県酒田市柏谷沢字水上沢40 - 山神社 (酒田市大川渡) - 山形県酒田市大川渡字五反割24 - 山神社 (酒田市桜林) - 山形県酒田市桜林字惣田10 - 御瀧神社 - 山形県酒田市下黒川字瀧ノ上1-内1 - 諏訪神社 - 山形県酒田市橋本字村上3 - 八幡神社 - 山形県酒田市草津字中台21 - 薬師神社 - 山形県酒田市赤剥字村腰86 - 山神社 (酒田市新出) - 山形県酒田市新出字村前13 - 八幡神社 - 山形県酒田市相沢字宮下24 - 皇太神社 - 山形県酒田市引地字宅地72 - 皇大神社 - 山形県酒田市竹田字竹ノ下17 - 八幡神社 - 山形県酒田市堀野内字北田12 - 皇大神社 - 山形県酒田市石橋字早稲田48 - 八幡神社 - 山形県酒田市中野目字割前82 - 大神神社 - 山形県酒田市山楯字北山添4 | - 皇大神社 - 山形県酒田市泉興野字村前畑114 - 愛澤神社 - 山形県酒田市北俣字木之芽坂2-2 - 皇大神社 - 山形県酒田市郡山字上台69 - 皇大神社 - 山形県酒田市大字蔵小路18 - 三神社 - 山形県酒田市福山字内山13 - 御嶽神社 - 山形県酒田市升田字大森5-5 - 八坂神社 - 山形県酒田市北俣字沢田18 - 諏訪神社 - 山形県酒田市砂越字楯之内232 - 鹿嶋神社 - 山形県酒田市北俣字鹿島山24 - 太宰府神社 (酒田市) - 山形県酒田市天神堂字大坪9 - 飛鳥神社 - 山形県酒田市飛鳥字堂之後92 - 三上神社 - 山形県酒田市山谷新田字西沢1 - 山神社 (酒田市地見興屋) - 山形県酒田市地見興屋字村東48 - 愛宕神社 - 山形県酒田市字仲町5 - 日枝神社 - 山形県酒田市泥沢字宮ノ東28 - 白山神社 (酒田市小見) - 山形県酒田市小見字岡畑36 - 皇大神社 - 山形県酒田市土渕字新田町112 - 山神社 (酒田市竹田) - 山形県酒田市竹田字清水下22 - 皇大神社 - 山形県酒田市中牧田字前田102 - 皇大神社 - 山形県酒田市上北目字谷地田2 - 皇大神社 - 山形県酒田市下餅山字村下36 - 皇大神社 - 山形県酒田市山谷字滝谷163 - 諏訪神社 - 山形県酒田市桜林興野37 - 玉池神社 - 山形県酒田市楢橋字大柳127 - 皇大神社 - 山形県酒田市大川渡字五反割73 - 山神社 (酒田市成興野) - 山形県酒田市成興野字上堰内66 - 小物忌神社 - 山形県酒田市山楯 - 小物忌神社 (酒田市飛島) - 山形県酒田市飛島 |

## 米沢市
|  |  |

## 天童市
| - 建勲神社 - 山形県天童市大字天童字城山1043-5 - 稲荷神社 - 山形県天童市大字大清水字共和1520 - 稲荷神社 - 山形県天童市大字下荻野戸字姥神503-3 - 諏訪神社 - 山形県天童市大字芳賀字古屋敷83 - 熊野神社 - 山形県天童市大字荒谷2451 - 愛宕神社 - 山形県天童市大字北目字城山988-1 - 久野本熊野神社 - 山形県天童市久野本2丁目11-28 - 日枝神社 - 山形県天童市大字蔵増字塚野自55 - 熊野神社 - 山形県天童市大字山元字立宿8 - 加茂神社 - 山形県天童市大字老野森字糠塚384-2 - 八幡神社 - 山形県天童市大字原町字喜内247-1 - 皇大神社 - 山形県天童市大字高擶南121 - 日枝神社 - 山形県天童市大字寺津2628 - 熊野神社 - 山形県天童市成生字薬師前750 - 稲荷神社 - 山形県天童市大字天童字城山989-1 - 伊豆神社 - 山形県天童市大字田麦野学墓土山1320-36 - 加茂神社 - 山形県天童市大字川原子字栗清水668-1 - 水晶山神社 - 山形県天童市大字川原子字水晶山1 - 八幡神社 - 山形県天童市大字高木字原口589 - 稲荷神社 - 山形県天童市大字天童字城山989-1 - 厳嶋神社 - 山形県天童市大字高擶字楯ノ内南2281-3 - 羽黒神社 - 山形県天童市大字山口字羽黒山4169-65 - 護国神社 - 山形県天童市大字天童字城山1043 - 八幡神社 - 山形県天童市大字蔵増字北ノ宿北924-1 - 日枝神社 - 山形県天童市大字窪野目138 | - 月山神社 - 山形県天童市大字矢野目字沼田801 - 熊野神社 - 山形県天童市大字下荻野戸字石倉960-2 - 羽黒神社 - 山形県天童市大字大町字草野1570 - 月山神社 - 山形県天童市大字奈良沢字楢ノ木上159-1 - 熊野神社 - 山形県天童市大字清池字権現堂 - 河上神社 - 山形県天童市大字高擶字新町51-1 - 天童神社 - 山形県天童市大字北目字城山883-6 - 八幡神社 - 山形県天童市大字上荻野戸330 - 日枝神社 - 山形県天童市大字長岡字辻ノ前645-1 - 北畠神社 - 山形県天童市大字荒谷字小才勝421 - 稲倉魂神社 - 山形県天童市大字天童田鶴町一丁目7-13 - 熊野神社 - 山形県天童市大字矢野目字中田758 - 稲荷神社 - 山形県天童市大字蔵増字地蔵町南1690 - 八幡神社 - 山形県天童市大字高擶字村西南1725 - 稲荷神社 - 山形県天童市大字今町227 - 山神社 (天童市) - 山形県天童市大字山口字山ノ神東3672-1 - 深山神社 - 山形県天童市大字藤内新田学堰端139 - 熊野神社 - 山形県天童市久野本二丁目7-6 - 春日神社 - 山形県天童市大字道満62 - 北畠神社 - 山形県天童市大字荒谷421 - 薬師神社 - 山形県天童市大字北目字城廻47-3 - 羽黒神社 - 山形県天童市大字貫津字荒沢2111-113 - 八幡神社 - 山形県天童市小関二丁目2番25号 |

## 村山市
| - 日本一社林崎居合神社 - 山形県村山市林崎85 - 熊野居合両神社 - 山形県村山市大字林崎字宮地213 - 羽黒神社 - 山形県村山市大字大淀字羽黒山377-61 - 愛宕神社 - 山形県村山市大字富並字中山4541-5 - 樽石神社 - 山形県村山市大字樽石40-1 - 熊野神社 - 山形県村山市大字湯野沢2680-1 - 山神社 (村山市五十沢」) - 山形県村山市大字五十沢字堂ノ浦6 - 白山神社 (村山市河島) - 山形県村山市大字河島元塩川手前山1578-126 - 稲荷神社 - 山形県村山市大字名取字久保3255-4 - 居合神社 - 山形県村山市大字林崎85 - 天満神社 - 山形県村山市大字湯野沢字院内1126-5 - 稲荷神社 - 山形県村山市大字楯岡7014-1 - 諏訪神社 - 山形県村山市大字河島字元杉島上ノ台1527 - 十二神社 - 山形県村山市楯岡湯沢18-3 - 天神社 - 山形県村山市大字楯岡6904 - 深山神社 - 山形県村山市大字土生田字中田3240-5 - 羽黒神社 - 山形県村山市大字長善寺字西原558-1 - 八幡神社 - 山形県村山市大字富並字中山4853-1 - 山神社 (村山市山の内) - 山形県村山市大字山の内1140 - 熊野神社 - 山形県村山市大字岩野1714-1 | - 若宮八幡神社 - 山形県村山市大字本飯田字宮沢296-2 - 稲荷神社 - 山形県村山市大字湯野沢字荒敷201 - 白山神社 (村山市湯沢) - 山形県村山市大字湯沢字長坂1598 - 八幡神社 - 山形県村山市楯岡馬場9-11 - 山神社 (村山市湯沢) - 山形県村山市大字湯沢字山ノ神1380-1 - 荷渡神社 - 山形県村山市大字土生田字大沢3209-9 - 稲荷神社 - 山形県村山市大字湯沢字神田1597 - 山王神社 - 山形県村山市大字富並4872-25 - 山神社 (村山市白鳥) - 山形県村山市大字白鳥3069 - 八幡神社 - 山形県村山市大字擶山4594-1 - 山神社 (村山市名取) - 山形県村山市大字名取字久保3255-1 - 天満神社 - 山形県村山市大字富並4709-1 - 稲荷神社 - 山形県村山市大字稲下字西原1421-10 - 八幡神社 - 山形県村山市大字大久保甲146-1 - 荷渡神社 - 山形県村山市大字富並字宮前1759-1 - 愛宕神社 - 山形県村山市楯岡晦日町4-39 - 大宮神社 - 山形県村山市大字土生田字内楯2218-1 - 白山神社 (村山市大槙) - 山形県村山市大字大槙1672-42 |

## 新庄市
| - 休場判官神社 - 山形県新庄市大字鳥越字休場 - 八幡神社 - 山形県新庄市大字升形字上海旦829-4 - 八幡神社 - 山形県新庄市大字鳥越2819 - 矢向神社 - 山形県新庄市大字本合海1881 - 八幡神社 - 山形県新庄市大字福田892 - 八幡神社 - 山形県新庄市大字角沢字本楯1777 - 天満神社 - 山形県新庄市小田島410 - 八幡神社 - 山形県新庄市大字本合海1882 - 新荘護国神社 - 山形県新庄市小田島16-5 - 水神社 - 山形県新庄市大字仁間952 - 石動神社 - 山形県新庄市大字萩野字石動前3559 - 山神社 (新庄市十日町6719) - 山形県新庄市十日町6719番 - 八幡神社 - 山形県新庄市大字泉田字上ノ台2554 - 八幡神社 - 山形県新庄市上金沢町12-25 - 稲荷神社 - 山形県新庄市大字福田891 | - 山神社 (新庄市本合海) - 山形県新庄市大字本合海1053 - 熊野神社 - 山形県新庄市五日町5915 - 稲荷神社 - 山形県新庄市五日町5916 - 神明神社 - 山形県新庄市沼田484 - 稲荷神社 - 山形県新庄市大字飛田1134 - 七所神社 - 山形県新庄市五日町字宮内2926-1 - 西山愛宕神社 - 山形県新庄市十日町6720 - 鳥越八幡神社 - 山形県新庄市大字鳥越1224 - 山神社 (新庄市福田) - 山形県新庄市大字福田894 - 山神社 (新庄市十日町6717) - 山形県新庄市十日町6717 - 稲荷神社 - 山形県新庄市十日町6718 - 戸澤神社 - 山形県新庄市小田島1-13 |

## 長井市
| - 五所神社 - 山形県長井市大字寺泉2303 - 金刀比羅神社 - 山形県長井市大字今泉字前谷地二327 - 稲荷神社 - 山形県長井市大字九野本2946 - 羽黒神社 - 山形県長井市泉381 - 大河原稲荷神社 - 山形県長井市今泉1183-2 - 川原稲荷神社 - 山形県長井市東町4-29 - 總宮神社 - 山形県長井市横町14-24 - 山神社 (長井市) - 山形県長井市芦沢字浦山1689 - 伊佐澤神社 - 山形県長井市上伊佐沢字金地ヶ原2986-2 - 津島神社 - 山形県長井市森字山田4-1 - 葉山神社 - 山形県長井市白兎字蔵京2269 - 津嶋神社 - 山形県長井市大字草岡字津嶋1246 - 皇大神社 - 山形県長井市神明3-81 - 伊佐沢神社 - 山形県長井市上伊佐沢2986-2 - 白山神社 (長井市) - 山形県長井市館町北10-21-1 | - 豊里神社 - 山形県長井市大字時庭375 - 皇大神社 - 山形県長井市大字九野本字伊勢堂3266-3 - 歌丸神社 - 山形県長井市大字歌丸字本郷二1521-1 - 稲荷神社 - 山形県長井市芦沢字浦山2803-2 - 蘊安神社 - 山形県長井市大字五十川字蘊安南896 - 總宮神社 - 山形県長井市横町14-24 - 八幡神社 - 山形県長井市大字成田1184 - 八雲神社 - 山形県長井市大字九野本483-1 - 巨四王神社 - 山形県長井市大字川原沢字巨四王森1357-1 - 稲荷神社 - 山形県長井市下伊佐沢字寿沢139-2 - 熊野神社 - 山形県長井市大字平山2766-8 - 總宮神社 - 山形県長井市大字勧進代八幡西1361 - 朝日山神社 - 山形県長井市大字今泉字広1819 |

## 尾花沢市
| - 金刀比羅神社 - 山形県尾花沢市大字二藤袋字上林1370-1 - 諏訪神社 - 山形県尾花沢市大字野黒沢字諏訪山567-1 - 御所神社 - 山形県尾花沢市大字朧気字下朧気654 - 稲荷神社 - 山形県尾花沢市大字荻袋字家裏1186 - 御嶽神社 - 山形県尾花沢市大字高橋字高森965-36 - 稲荷神社 - 山形県尾花沢市大字市野々字才ノ神538-13 - 金刀比羅神社 - 山形県尾花沢市大字富山字沢向755-1 - 日枝神社 - 山形県尾花沢市大字北郷字北側203-1 - 八幡神社 - 山形県尾花沢市大字延沢字八幡続キ3350 - 御所神社 - 山形県尾花沢市大字下柳渡戸823 - 稲荷神社 - 山形県尾花沢市大字六沢字陣ヶ森741 - 愛宕神社 - 山形県尾花沢市大字延沢字中坊入2870-1 - 稲荷神社 - 山形県尾花沢市大字原田字北浦945 - 稲荷神社 - 山形県尾花沢市大字延沢字千貫森3351-1 - 山神社 (尾花沢市銀山新畑) - 山形県尾花沢市大字銀山新畑字山ノ神社内562 - 諏訪神社 - 山形県尾花沢市梺町3丁目1-6 - 深山神社 - 山形県尾花沢市大字丹生字深山前番外地 - 稲荷神社 - 山形県尾花沢市大字延沢字古殿2013 - 諏訪神社 - 山形県尾花沢市梺町三丁目1-6 - 稲荷愛宕両所神社 - 山形県尾花沢市梺町三丁目2-21 - 稲荷神社 - 山形県尾花沢市大字毒沢字二の輪2 - 稲荷神社 - 山形県尾花沢市大字南沢字西363 - 八幡神社 - 山形県尾花沢市大字寺内字八幡楯2481 - 稲荷神社 - 山形県尾花沢市大字押切字押切596 - 稲荷神社 - 山形県尾花沢市大字岩谷沢字畏山671-22 | - 愛宕神社 - 山形県尾花沢市大字高橋244番 - 稲荷神社 - 山形県尾花沢市大字正厳字清水前1042-1 - 熊野神社 - 山形県尾花沢市大字富山字上ノ台640-1 - 熊野神社 - 山形県尾花沢市大字丹生字塩の沢1838-1 - 御所神社 - 山形県尾花沢市大字鶴子字岡田346-3 - 熊野神社 - 山形県尾花沢市大字細野字峰岸1232-1 - 山神社 (尾花沢市冨山) - 山形県尾花沢市大字富山字矢越40 - 八幡神社 - 山形県尾花沢市大字行沢字もり757-1 - 稲荷神社 - 山形県尾花沢市大字芦沢字毛倉山967-6 - 伊豆神社 - 山形県尾花沢市大字牛房野字高田513-2 - 御所神社 - 山形県尾花沢市大字正厳字宮原746-9 - 荷渡神社 - 山形県尾花沢市大字正厳字浦宿466-3 - 三吉神社 - 山形県尾花沢市大字丹生字森岡山2914-11 - 鹿島神社 - 山形県尾花沢市大字中島字北宿159-3 - 稲荷神社 - 山形県尾花沢市大字富山字梅ノ木41 - 山神社 (尾花沢市五十沢) - 山形県尾花沢市大字五十沢字高坊野1317-5 - 天満神社 - 山形県尾花沢市大字細野字幅632-2 - 熊野神社 - 山形県尾花沢市大字畑沢字下畑597-5 - 八幡神社 - 山形県尾花沢市大字丹生字東沢544 - 愛宕神社 - 山形県尾花沢市大字丹生字東沢長城峯2 - 御所神社 - 山形県尾花沢市大字二藤袋字谷地田1350-3 - 伊豆七所両神社 - 山形県尾花沢市大字名木沢字西裏747 - 白山神社 - 山形県尾花沢市大字正厳字宮原601-4 - 八幡神社 - 山形県尾花沢市横町一丁目5-34 |

## 上山市
| - 三吉神社 - 山形県上山市大字金生1299 - 黄金山神社 - 山形県上山市矢来二丁目1-41 - 御嶽神社 - 山形県上山市大字川口字御嶽堂1750-1 - 熊野神社 - 山形県上山市大字阿弥陀地字高崎232-1 - 諏訪神社 - 山形県上山市小倉字坂の下175-乙 - 苅田嶺神社 - 山形県上山市金谷字甲石26 - 神明神社 - 山形県上山市高野字薄沢峠8 - 八幡神社 - 山形県上山市高野1 - 白髭神社 - 山形県上山市中山字新田町2822 - 愛宕神社 - 山形県上山市十日町11-21 - 両所神社 - 山形県上山市権現堂字権現1438-1 - 天滿神社 - 山形県上山市石曽根字北ヶ沢1631 - 八幡神社 - 山形県上山市大字宮脇字高野坂52-1 - 白山神社 - 山形県上山市大字宮脇103 - 八幡神社 - 山形県上山市中山3741 - 神明神社 - 山形県上山市金瓶字山上352 - 八幡神主 - 山形県上山市宮脇278 - 稲荷神社 - 山形県上山市三本松930 - 稲荷神社 - 山形県上山市川口字北裏山1267-1 - 葉山神社 - 山形県上山市大字高松字日向山2514-2 - 工御祖神社 - 山形県上山市大字藤吾字太子堂1568 - 古峯神社 - 山形県上山市川口字北裏山1643-1 - 神明神社 - 山形県上山市高松字高平山2498-51 - 稲荷神社 - 山形県上山市鶴脛町三千刈伊勢堂2 - 古峯神社 - 山形県上山市元城内4-43 | - 手長稲荷神社 - 山形県上山市大字細谷字角坊7 - 三嶋神社 - 山形県上山市鶴脛町元城内2-7 - 石崎神社 - 山形県上山市石崎二丁目5-8 - 大山祇神社 - 山形県上山市大字久保手3755 - 稲荷神社 - 山形県上山市小倉字棚木1239の1 - 天満神社 - 山形県上山市中山字西原8-2642 - 鹿島神社 - 山形県上山市大字藤吾1566 - 石崎神社 - 山形県上山市石崎2丁目5-8 - 嚴島神社 - 山形県上山市大字藤吾字中峯山1865-1 - 鹿島神社 - 山形県上山市高野字峠2-1 - 神明神社 - 山形県上山市鶴脛町字伊勢堂964-1 - 厳島神社 - 山形県上山市泉川字金瀬411 - 稲荷神社 - 山形県上山市松山一丁目1-52 - 神明神社 - 山形県上山市永野字ソリメ148-3 - 日吉神社 - 山形県上山市藤吾字谷地1567 - 栗川稲荷神社 - 山形県上山市松山1丁目1-52 - 月岡神社 - 山形県上山市元城内3-23 - 月岡神社 - 山形県上山市鶴脛町元城内3-23 - 熊野神社 - 山形県上山市河崎816 - 八幡神社 - 山形県上山市二日町5-1 - 熊野神社 - 山形県上山市大字須田板813 - 雷神社 (上山市) - 山形県上山市金谷字甲石463の2 |

## 寒河江市
| - 寒河江八幡宮 - 山形県寒河江市八幡町5-70 - 八坂神社 - 山形県寒河江市大字柴橋字下鎌1095-3 - 白山神社 (寒河江市島) - 山形県寒河江市大字島字皿沼1020-1 - 天神社 - 山形県寒河江市大字谷沢1753の49 - 稲荷神社 - 山形県寒河江市大字清助新田602-1 - 稲荷神社 - 山形県寒河江市大字柴橋字金谷1435-1 - 白山神社 (寒河江市日田) - 山形県寒河江市大字日田字後田37-1 - 八幡神社 - 山形県寒河江市大字白岩字八幡浦1862-14 - 熊野神社 - 山形県寒河江市字上河原186 - 羽黒神社 - 山形県寒河江市大字柴橋字木ノ沢3002-1 - 日吉神社 - 山形県寒河江市大字高松字西覚寺185 - 白山神社 (寒河江市松川) - 山形県寒河江市大字松川字丸竹450-1 - 天神社 - 山形県寒河江市大字高屋字台下2908 | - 熊野神社 - 山形県寒河江市大字平塩字上條地籍1 - 御嶽小森両所神社 - 山形県寒河江市大字島字島西1022-19 - 鹿島月山両所神社 - 山形県寒河江市大字西根字家浦2563-1 - 八幡神社 - 山形県寒河江市大字中郷字行沢2419-5 - 朝日大龍神社 - 山形県寒河江市大字柴橋1912-2 - 伊豆神社 - 山形県寒河江市大字柴橋字台下833-2 - 八幡神社 - 山形県寒河江市大字日和田字上宿750 - 出雲太神社 - 山形県寒河江市大字高松280 - 三嶋神社 - 山形県寒河江市大字幸生1735 - 熊野神社 - 山形県寒河江市大字箕輪字下屋敷219 - 山神社 (寒河江市) - 山形県寒河江市大字田代1144 - 朝日大龍神社 - 山形県寒河江市大字柴橋字金谷2683-19 - 稲荷神社 - 山形県寒河江市大字留場540-2 - 鹿島神社 - 山形県寒河江市大字八鍬字鹿島45-1 - 白磐神社 - 山形県寒河江市大字田代字葉1191-2 - 熊野神社 - 山形県寒河江市大字慈恩寺字田沢3 - 三嶋神社 - 山形県寒河江市大字米沢65-1 - 白山神社 (寒河江市谷沢) - 山形県寒河江市大字谷沢字平野山1754-1 - 高松神社 - 山形県寒河江市大字松川字丸竹55-1 - 日枝神社 - 山形県寒河江市大字宮内267 - 熊野神社 - 山形県寒河江市大字高屋字西浦220-2 |

## 南陽市
| - 熊野神社 - 山形県南陽市宮内3476-1 - 羽黒神社 - 山形県南陽市椚塚字館山1364-1 - 八幡神社 - 山形県南陽市郡山字澤口1226-6 - 蝦夷神社 - 山形県南陽市二間通字円蔵前375-2 - 稲荷神社 - 山形県南陽市金山字橋ノ沢5004-1 - 烏帽子山八幡宮 - 山形県南陽市赤湯字烏帽子石壱1415 - 熊野神社 - 山形県南陽市爼柳字水上1562 - 岩倉神社 - 山形県南陽市池黒字岩倉2138 - 芍薬の杜諏訪神社 - 山形県南陽市元中山759-7 - 浪重稲荷神社 - 山形県南陽市赤湯1368-2 - 稲荷神社 - 山形県南陽市大字坂井字北屋敷605 - 稲荷神社 - 山形県南陽市若狭郷屋字北河原608-2 - 八幡神社 - 山形県南陽市三間通字八幡前839 - 稲荷神社 - 山形県南陽市大字法師柳字漆房380-3 - 梨郷神社 - 山形県南陽市竹原字寺坂984 - 羽黒神社 - 山形県南陽市池黒字上ノ平1687-3 - 皇大神社 - 山形県南陽市池黒字上ノ平1687-1 - 市早神社 - 山形県南陽市高梨字宮ノ前927 - 畿内神社 - 山形県南陽市鍋田字堂前261-1 - 稲荷神社 - 山形県南陽市島貫字下屋敷84-1 - 太符神社 - 山形県南陽市鍋田字前小屋1066-3 - 八幡神社 - 山形県南陽市大字蒲生田字清水上41 - 合殿深山赤湯稲荷神 - 山形県南陽市赤湯字深山寺1338 - 白子神社 - 山形県南陽市金山板宮4806 | - 岩崎神社 - 山形県南陽市小岩沢字岩部山1771 - 諏訪神社 - 山形県南陽市川樋2093-3 - 市神講社 - 山形県南陽市宮内2141 - 稲荷神社 - 山形県南陽市羽付548 - 琴平神社 - 山形県南陽市宮内4396-57 - 熊野神社 - 山形県南陽市萩字熊野山340-4 - 諏訪神社 - 山形県南陽市関根字諏訪原西1125-34 - 八幡神社 - 山形県南陽市松沢前411 - 山崎神社 - 山形県南陽市新田606-1 - 龍口神社 - 山形県南陽市金山字明神堂15-7 - 八幡神社 - 山形県南陽市金山字八幡山4967-1 - 椚塚羽黒神社 - 山形県南陽市椚塚1365 - 諏訪神社 - 山形県南陽市元中山759-7 - 稲荷神社 - 山形県南陽市羽付字稲荷山884 - 皇大神社 - 山形県南陽市大字萩生田字石山女601-5 - 秋葉神社 - 山形県南陽市宮内4397番 - 羽黒神社 - 山形県南陽市池黒字観音前338-1 - 漆山神社 - 山形県南陽市漆山字新山1753-1 - 八幡神社 - 山形県南陽市大字宮崎字植木場782 - 諏訪神社 - 山形県南陽市三間通字樋越199-4 - 雲南神社 - 山形県南陽市長岡字西田中西1268 |

## 東根市
| - 黒伏神社 - 山形県東根市大字観音寺字大門202-1 - 稲荷神社 - 山形県東根市大字野田1865 - 浅間神社 - 山形県東根市大字羽入字岡741 - 神明神社 - 山形県東根市大字泉郷元沢渡字神明3147 - 熊野神社 - 山形県東根市大字泉郷元万善寺字本郷100-7 - 岩崎神社 - 山形県東根市大字猪野沢2013-3 - 諏訪神社 - 山形県東根市大字東根字諏訪森南1116-3 - 稲荷神社 - 山形県東根市大字泉郷字観音山2416 - 八幡神社 - 山形県東根市大字荷口字東小路83 - 与次郎稲荷神社 - 山形県東根市四ッ家一丁目2-11 - 日枝神社 - 山形県東根市大字長瀞字北方1512-4 - 三社山神社 - 山形県東根市大字泉郷元後沢字上平100-5 - 若宮八幡神社 - 山形県東根市大字東根字若宮山1 | - 神明神社 - 山形県東根市大字猪野沢字神の原458 - 稲荷神社 - 山形県東根市大字猪野沢字松倉山2042-1 - 天満神社 - 山形県東根市大字藤助新田17 - 黒伏山神社 - 山形県東根市大字泉郷字黒伏山3262 - 稲荷神社 - 山形県東根市大字島大堀字荷渡490 - 山神社 (東根市猪野沢) - 山形県東根市大字猪野沢字山ノ神2151-13 - 春日神社 - 山形県東根市大字泉郷字赤木2 - 若木神社 - 山形県東根市大字神町字東屋裏57 - 山神社 (東根市沼沢 - 山形県東根市大字沼沢字足水1011-21 - 日月神社 - 山形県東根市大字野川1206-1 - 山神社 (東根市関山) - 山形県東根市大字関山字片平1550 - 稲荷神社 - 山形県東根市大字松沢38 - 八幡神社 - 山形県東根市大字蟹沢字楯2113 |

## 東村山郡
| - 熊野神社 - 山形県東村山郡山辺町大字北垣７76 - 熊野神社 - 山形県東村山郡山辺町大字北垣4 - 山神神社 (山辺町) - 山形県東村山郡山辺町大字北山字湯舟54-3 - 日枝神社 - 山形県東村山郡山辺町大字大寺776 - 諏訪神社 - 山形県東村山郡山辺町大字山辺3978-2 - 天満神社 - 山形県東村山郡山辺町大字山辺1026-1 - 白山神社 - 山形県東村山郡山辺町大字根際字入1870-1 - 熊野神社 - 山形県東村山郡山辺町大字要害字黒坂896-1 - 愛宕神社 - 山形県東村山郡山辺町大字山辺字愛宕山5661-4 - 八幡神社 - 山形県東村山郡山辺町大字杉下1268 | - 龍神神社 - 山形県東村山郡中山町大字長崎字落合2491 - 御嶽神社 - 山形県東村山郡中山町大字柳沢2006 - 月山神社 - 山形県東村山郡中山町大字向新田20 - 稲荷神社 - 山形県東村山郡中山町大字長崎字北小路395 - 稲荷神社 - 山形県東村山郡中山町大字長崎566 - 八幡神社 - 山形県東村山郡中山町大字達磨寺字下宿31-4 - 稲荷神社 - 山形県東村山郡中山町大字小塩字塩江11-2 - 白山神社 - 山形県東村山郡中山町大字金沢1924 - 月山神社 - 山形県東村山郡中山町大字土橋1328 - 三嶋神社 - 山形県東村山郡中山町大字土橋字瀧483-2 - 熊野神社 - 山形県東村山郡中山町大字長崎字落合1853-1 - 稲荷神社 - 山形県東村山郡中山町大字長崎8035 - 八坂神社 - 山形県東村山郡中山町大字長崎146 - 八幡神社 - 山形県東村山郡中山町大字岡字八幡1647-4 |

## 西村山郡
| - 谷地八幡宮 - 山形県西村山郡河北町谷地224 - 稲荷神社 - 山形県西村山郡河北町西里943 - 月山神社 - 山形県西村山郡河北町谷地己807 - 稲荷神社 - 山形県西村山郡河北町畑中231 - 若宮八幡神社 - 山形県西村山郡河北町谷地戊69 - 白山姫神社 - 山形県西村山郡河北町大字田井字下宿97 - 八幡神社 - 山形県西村山郡河北町大字溝延字八幡小路5864 - 稲荷神社 - 山形県西村山郡河北町谷地庚2-1 - 秋葉神社 - 山形県西村山郡河北町谷地辛50 - 稲荷神社 - 山形県西村山郡河北町大字新吉田130 - 稲荷神社 - 山形県西村山郡河北町西里389 - 白山神社 (河北町西里650) - 山形県西村山郡河北町西里650 - 熊野神社 - 山形県西村山郡河北町大字岩木192 - 吉田神社 - 山形県西村山郡河北町大字吉田字吉田東1697-1 - 皇太神社 - 山形県西村山郡河北町谷地丁119 - 天満神社 - 山形県西村山郡河北町西里305-1 - 白山神社 (河北町西里1085) - 山形県西村山郡河北町西里1085 - 両所神社 - 山形県西村山郡河北町西里453-1 - 熊野神社 - 山形県西村山郡河北町字谷地口58-乙 | - 湯殿山神社 - 山形県西村山郡西川町大字大井沢字舎那山2884-2 - 獅子ケ口諏訪神社 - 山形県西村山郡西川町大字吉川2315-3 - 八聖山金山神社 - 山形県西村山郡西川町大字水沢八聖山55 - 熊野神社 - 山形県西村山郡西川町大字睦合字上熊野甲268-庚 - 諏訪神社 - 山形県西村山郡西川町大字吉川字稲沢1013 - 入間神社 - 山形県西村山郡西川町大字入間字入間林2254 - 月山神社 - 山形県西村山郡西川町大字水沢字堰の上1384 - 愛宕神社 - 山形県西村山郡西川町大字海味字小林1072 - 大沼神社 - 山形県西村山郡西川町大字沼山字林中982-5 - 月山神社 - 山形県西村山郡西川町大字月山沢字堂浦220-2 - 熊野神社 - 山形県西村山郡西川町大字入間字菅谷地2280 - 熊野神社 - 山形県西村山郡西川町大字原字前山153-3 - 金山神社 - 山形県西村山郡西川町大字水沢字沢63 - 月山神社 - 山形県西村山郡西川町大字吉川字中1372-2 - 神明社 - 山形県西村山郡西川町大字綱取字東412 - 熊野神社 - 山形県西村山郡西川町大字間沢748-1 - 湯殿山神社 - 山形県西村山郡西川町大字本道寺字大黒森381 - 稲荷神社 - 山形県西村山郡西川町大字月岡字宮下545-2 - 要害神社 - 山形県西村山郡西川町大字岩根沢字上ノ平610 |

| - 空気神社 - 山形県西村山郡朝日町大字白倉745-1 - 厳嶋神社 - 山形県西村山郡朝日町大字水本字沢入26 - 水上神社 - 山形県西村山郡朝日町大字和合字小原1718 - 稲荷神社 - 山形県西村山郡朝日町大字玉ノ井字坂下446-2 - 浮嶋稲荷神社 - 山形県西村山郡朝日町大字大沼字大比良984 - 八幡神社 - 山形県西村山郡朝日町大字大暮山字家ノ上389 - 山神社 (朝日町和合元大隅) - 山形県西村山郡朝日町大字和合元大隅字前原6 - 霊山朝日嶽神社 - 山形県西村山郡朝日町大字立木字朝日嶽1039-1 - 熊野神社 - 山形県西村山郡朝日町大字上郷字爼板倉 - 春日神社 - 山形県西村山郡朝日町大字三中字八ッ沼2211 - 豊龍神社 - 山形県西村山郡朝日町大字宮宿字経ヶ崎1463-1 - 山神社 (朝日町杉山) - 山形県西村山郡朝日町大字杉山字北前1471-2 - 厳嶋神社 - 山形県西村山郡朝日町大字上郷字大平426 - 天満神社 - 山形県西村山郡朝日町大字宮宿元助巻字久ッ祢80 - 白山神社 - 山形県西村山郡朝日町大字大谷739 - 八天稲荷神社 - 山形県西村山郡朝日町大字四ノ沢字向山540 | - 山野神神社 - 山形県西村山郡大江町大字柳川字天引沢道知屋敷1063ノ内 - 大里神社 - 山形県西村山郡大江町大字柳川字向1559ノ内 - 熊野神社 - 山形県西村山郡大江町大字柳川1592 - 天満神社 - 山形県西村山郡大江町大字左沢字御免町458 - 春日神社 - 山形県西村山郡大江町大字橋上734 - 熊野神社 - 山形県西村山郡大江町大字小見774 - 山神社 (大江町) - 山形県西村山郡大江町大字柳川字田の沢1278丙の内 - 熊野神社 - 山形県西村山郡大江町大字三郷字上之田丙331-1 - 熊野神社 - 山形県西村山郡大江町大字深沢字境沢1228-1 - 神明社 - 山形県西村山郡大江町大字左沢字小添川718戊 - 諏訪神社 - 山形県西村山郡大江町大字小清字田代852 - 羽黒神社 - 山形県西村山郡大江町大字顔好字山下236-1 - 天満神社 - 山形県西村山郡大江町大字富沢119-2 - 八幡神社 - 山形県西村山郡大江町大字左沢337-1 - 諏訪神社 - 山形県西村山郡大江町大字本郷字諏訪堂丙678-6 - 御嶽神社 - 山形県西村山郡大江町大字沢口1648番 - 二渡稲荷神社 - 山形県西村山郡大江町大字本郷字堰口甲397 |

## 大石田町
| - 御前神社 - 山形県北村山郡大石田町大字豊田字五畝畑1743 - 熊野神社 - 山形県北村山郡大石田町大字田沢字田前861 - 八幡神社 - 山形県北村山郡大石田町大字次年子字小平1214-1 - 住吉神社 - 山形県北村山郡大石田町大字大石田丙32-1 - 船橋神社 - 山形県北村山郡大石田町大字横山字広面2798-1 - 鶴子神社 - 山形県北村山郡大石田町大字田沢字堂ノ前229-3 - 愛宕神社 - 山形県北村山郡大石田町大字大石田字上ノ原丁233-19 - 熊野神社 - 山形県北村山郡大石田町大字岩ヶ袋字堂の浦336-2 - 八坂神社 - 山形県北村山郡大石田町大字豊田字古観音663 | - 秋葉神社 - 山形県北村山郡大石田町大字大石田字横町73 - 八幡神社 - 山形県北村山郡大石田町大字鷹巣字上北原268-3 - 稲荷神社 - 山形県北村山郡大石田町大字大浦字引地369-3 - 白山神社 (大石田町次年子) - 山形県北村山郡大石田町大字次年子字大里林1203-1 - 八坂神社 - 山形県北村山郡大石田町大字海谷字上原1105-24 - 八坂神社 - 山形県北村山郡大石田町大字川前字ハケツ山番外地 - 白山神社 (大石田町駒篭) - 山形県北村山郡大石田町大字駒篭字新イカゴ野1510 - 八幡神社 - 山形県北村山郡大石田町大字大石田字古楯丙375-1 - 熊野神社 - 山形県北村山郡大石田町大字横山字上ノ原369-3 - 金刀比羅神社 - 山形県北村山郡大石田町大字大石田字川端丁9-14 |

## 最上郡

### 金山町
| - 熊野神社 - 山形県最上郡金山町大字下野明字枡沢42 - 八坂神社 - 山形県最上郡金山町大字漆野字漆防野26-4 - 田神神社 - 山形県最上郡金山町大字有屋字柳原220 - 山神社 (金山町上台) - 山形県最上郡金山町大字上台字荒屋番外地 - 稲荷神社 - 山形県最上郡金山町大字飛森字飛森山1-3 - 山神社 (金山町有屋) - 山形県最上郡金山町大字有屋字稲沢78 - 八幡神社 - 山形県最上郡金山町大字下野明字八幡上636-1 - 稲荷神社 - 山形県最上郡金山町大字安沢字蝋畑113 - 愛宕神社 - 山形県最上郡金山町大字山崎字愛宕山2 - 諏訪神社 - 山形県最上郡金山町大字安沢字蝋畑111 - 白山神社 (山形県金山町山崎) - 山形県最上郡金山町大字山崎字愛宕山18 - 山神社 (金山町山崎) - 山形県最上郡金山町大字山崎字持越225 - 熊野神社 - 山形県最上郡金山町大字有屋字柳原157-6 - 山神社 (金山町朴山) - 山形県最上郡金山町大字朴山字朴山9 - 山神社 (金山町中田杉沢山) - 山形県最上郡金山町大字中田字杉沢山1-2 - 稲荷神社 - 山形県最上郡金山町大字金山字焼山39 - 稲荷神社 - 山形県最上郡金山町大字中田字杉山沢1-2 - 山神社 (金山町中田地坂台) - 山形県最上郡金山町大字中田字地坂台34-1 - 疱瘡神社 - 山形県最上郡金山町大字有屋字稲沢79 - 白山神社 (山形県金山町金山) - 山形県最上郡金山町大字金山字羽場131 - 山神社 (金山町飛森) - 山形県最上郡金山町大字飛森字飛森山801-1 | - 八幡神社 - 山形県最上郡金山町大字金山字金山328-4 - 養蚕神社 - 山形県最上郡金山町大字飛森手管越山845-1 - 天満神社 - 山形県最上郡金山町大字金山字楯山1-2 - 八幡神社 - 山形県最上郡金山町大字中田字下中田224-7 - 山神社 (金山町有屋) - 山形県最上郡金山町大字有屋字下向159 - 熊野神社 - 山形県最上郡金山町大字上台字前山1148-2 - 医薬神社 - 山形県最上郡金山町大字飛森字飛森山1186-1 - 稲荷神社 - 山形県最上郡金山町大字有屋字宮171 - 山神社 (金山町漆野手漆防野) - 山形県最上郡金山町大字漆野手漆防野14 - 稻荷神社 - 山形県最上郡金山町大字金山字楯山39 - 山神社 (金山町金山上川原) - 山形県最上郡金山町大字金山字上川原38 - 秋葉神社 - 山形県最上郡金山町大字金山学楯山沢1-1 - 雷神社 (山形県金山町) - 山形県最上郡金山町大字朴山字上田表17-1 - 熊野神社 - 山形県最上郡金山町大字金山字楯山1-5 - 龍馬神社 - 山形県最上郡金山町大字有屋字宮170 - 伊夜彦神社 - 山形県最上郡金山町大字中田字上中田22 - 山神社 (金山町金山北ノ沢) - 山形県最上郡金山町大字金山字北ノ沢101 - 道祖神社 - 山形県最上郡金山町大字朴山字不動山1069-5 - 山神社 (金山町中田外沢山) - 山形県最上郡金山町大字中田字外沢山1-2 - 神明神社 - 山形県最上郡金山町大字金山字楯山1-4 - 白山神社 (山形県金山町下野明) - 山形県最上郡金山町大字下野明字下片貝852 - 伊夜比古神社 - 山形県最上郡金山町大字飛森字上春木171 |

### 最上町
| - 厳島神社 - 山形県最上郡最上町大字月楯字村内1059番 - 山神社 (最上町志茂) - 山形県最上郡最上町大字志茂字小横川山1827番 - 白山神社 - 山形県最上郡最上町大字大堀字大堀1354番 - 八幡神社 - 山形県最上郡最上町大字志茂字八森山1828番 - 山神社 (最上町富沢) - 山形県最上郡最上町大字富沢字赤倉2311-1 - 稲荷神社 - 山形県最上郡最上町大字富沢字下小路1767番 - 八幡神社 - 山形県最上郡最上町大字向町字見杭1358 - 稲荷神社 - 山形県最上郡最上町大字志茂字中村1872番 - 八幡神社 - 山形県最上郡最上町大字本城字平沢山1498番 - 伊豆神社 - 山形県最上郡最上町大字東法田字東山924番 - 黒沢神社 - 山形県最上郡最上町大字黒沢字大天摩209-2 - 山神社 (最上町本城) - 山形県最上郡最上町大字本城字平沢山1499番 | - 天満神社 - 山形県最上郡最上町大字志茂字小横川山1614-14 - 湯前神社 - 山形県最上郡最上町大字大堀字瀬見1351番 - 熊野神社 - 山形県最上郡最上町大字法田字西山1671番 - 新山神社 - 山形県最上郡最上町大字法田字長処山7番 - 満沢神社 - 山形県最上郡最上町大字満沢字裏山1754番 - 愛宕神社 - 山形県最上郡最上町大字向町字浦山1652-3 - 猿田彦神社 - 山形県最上郡最上町大字富沢字土合2444-2 - 諏訪神社 - 山形県最上郡最上町大字若宮字北太郎田978番 - 杵築神社 - 山形県最上郡最上町大字本城字平沢山1497番 - 山王神社 - 山形県最上郡最上町大字大堀字森腰1353番 - 山神社 (最上町大堀) - 山形県最上郡最上町大字大堀字湯向1352番 - 道祖神社 - 山形県最上郡最上町大字満沢字細ノ原50-3 - 八幡神社 - 山形県最上郡最上町大字堺田字東家ノ裏146-20 |

### 舟形町
- 鹿嶋神社 - 山形県最上郡舟形町長沢学内山6579番
- 新山神社 - 山形県最上郡舟形町長沢字長沢6598-3
- 天満神社 - 山形県最上郡舟形町大字富田字折渡3370番
- 伊豆神社 - 山形県最上郡舟形町大字大堀字荒中沢3139-1
- 山神社 (舟形町長沢野) - 山形県最上郡舟形町長沢字野6578番
- 熊野神社 - 山形県最上郡舟形町長沢学長尾前3178-24
- 八幡神社 - 山形県最上郡舟形町大字富田字野崎山3371番
- 山神社 (舟形町長沢大平) - 山形県最上郡舟形町長沢字大平3355-2
- 八幡神社 - 山形県最上郡舟形町大字舟形2980番
- 熊野神社 - 山形県最上郡舟形町長沢字前山6596番
- 神明神社 - 山形県最上郡舟形町大字長者原字原田1458番

### 真室川町
| - 山神社 (真室川町大沢砂小沢) - 山形県最上郡真室川町大字大沢字砂子沢923-4 - 山神社 (真室川町大沢岩の脇) - 山形県最上郡真室川町大字大沢字岩の脇3586-1 - 荒所山神社 - 山形県最上郡真室川町大字大沢字一ノ渡2669-1 - 幣帛掛白山神社 - 山形県最上郡真室川町大字大沢字上野3645-1 - 山神社 (真室川町大沢悪次郎) - 山形県最上郡真室川町大字大沢字悪次郎2000-1 - 愛宕神社 - 山形県最上郡真室川町大字大沢字蟻喰3888-2 - 神明神社 - 山形県最上郡真室川町大字差首鍋字上野1574-1 - 山神社 (真室川町差首鍋上野) - 山形県最上郡真室川町大字差首鍋字上野1607-1 - 八坂神社 - 山形県最上郡真室川町大字新町809番 - 八幡神社 - 山形県最上郡真室川町大字大沢字西郡3300-3 - 熊野神社 - 山形県最上郡真室川町大字川ノ内字高沢山1989 - 山神社 (真室川町内町内町下) - 山形県最上郡真室川町大字内町字内町下22-2 - 山神社 (真室川町差首鍋山屋) - 山形県最上郡真室川町大字差首鍋字山屋1473-2 - 山神社 (真室川町差首鍋木ノ下) - 山形県最上郡真室川町大字木ノ下字木ノ下237-1 - 稲荷神社 - 山形県最上郡真室川町大字平岡字糸出525-19 - 稲荷神社 - 山形県最上郡真室川町大字川ノ内1214-2 - 白山神社 (真室川町大沢内ノ沢) - 山形県最上郡真室川町大字大沢字内ノ沢2355-1 - 山神社 (真室川町大沢十二ノ前) - 山形県最上郡真室川町大字大沢字十二ノ前3033-1 - 山神社 (真室川町内町下野々村) - 山形県最上郡真室川町大字内町字下野々村263-3 - 山神社 (真室川町川ノ内) - 山形県最上郡真室川町大字川ノ内字春木山392番 - 山神社 (真室川町新町) - 山形県最上郡真室川町大字新町字小林809-5 - 神明神社 - 山形県最上郡真室川町大字木ノ下字蓮華城811-13 | - 熊野神社 - 山形県最上郡真室川町大字木ノ下800-2 - 八幡神社 - 山形県最上郡真室川町大字大沢字内ノ沢2380-1 - 山神社 (真室川町差首鍋高坂) - 山形県最上郡真室川町大字差首鍋字高坂64-1 - 八幡神社 - 山形県最上郡真室川町大字大沢字大向3486-1 - 山神社 (真室川町差首鍋長里) - 山形県最上郡真室川町大字差首鍋字長里1345-1 - 山神社 (真室川町及位中小屋山) - 山形県最上郡真室川町大字及位字中小屋山1311 - 山神社 (真室川町及位鏡沢山) - 山形県最上郡真室川町大字及位字鏡沢山1312番 - 高坂神社 - 山形県最上郡真室川町大字差首鍋字高坂117-1 - 春日神社 - 山形県最上郡真室川町大字平岡字平岡161-1 - 白山神社 (真室川町差首鍋) - 山形県最上郡真室川町大字差首鍋字西川645-1 - 山神社 (真室川町大滝) - 山形県最上郡真室川町大字大滝字上野75-4 - 伊屋彦神社 - 山形県最上郡真室川町大字川ノ内字栗谷沢211-4 - 熊野神社 - 山形県最上郡真室川町大字川内字関沢763-2 - 小又山神社 - 山形県最上郡真室川町大字大沢字小又山4977 - 山神社 (真室川町釜渕釜渕) - 山形県最上郡真室川町大字釜渕字釜渕103-3 - 熊野神社 - 山形県最上郡真室川町大字及位字田代95-1 - 山神社 (真室川町釜渕八敷代) - 山形県最上郡真室川町大字釜渕字八敷代513-1 - 熊野神社 - 山形県最上郡真室川町大字川ノ内字安久土2121-6 - 稲荷神社 - 山形県最上郡真室川町大字及位字及位578-2 - 山神社 (真室川町大沢大向山) - 山形県最上郡真室川町大字大沢字大向山4342-4 - 白山神社 (真室川町大沢一ノ渡) - 山形県最上郡真室川町大字大沢字一ノ渡4419-1 |

### 大蔵村
- 八幡神社 - 山形県最上郡大蔵村大字清水4002-1
- 諏訪神社 - 山形県最上郡大蔵村大字南山字沼台1383-2
- 金刀比羅神社 - 山形県最上郡大蔵村大字合海字合海100-1
- 巖神社 - 山形県最上郡大蔵村大字赤松字上野1663-2
- 薬師神社 - 山形県最上郡大蔵村大字南山字湯倉山1575-1

### 鮭川村
| - 神明社 - 山形県最上郡鮭川村大字中渡字十二林1777番 - 京塚愛宕七所神社 - 山形県最上郡鮭川村大字京塚1118 - 愛宕神社 - 山形県最上郡鮭川村大字石名坂字神ノ山857番 - 八幡神社 - 山形県最上郡鮭川村大字庭月字下広瀬端3465番 - 稲荷神社 - 山形県最上郡鮭川村大字曲川字日山3315番 - 愛宕神社 - 山形県最上郡鮭川村大字京塚字湯舟沢山3211番 - 八幡神社 - 山形県最上郡鮭川村大字川口字石神沢山3929番 - 八坂神社 - 山形県最上郡鮭川村大字中渡字山田1789番 - 白山神社 - 山形県最上郡鮭川村大字京塚字月立2971番 - 山神社 (鮭川村佐渡) - 山形県最上郡鮭川村大字佐渡字日下2349番 | - 田中神社 - 山形県最上郡鮭川村大字京塚字牛潜3064番 - 八幡神社 - 山形県最上郡鮭川村大字中渡字小和田1873番 - 嚴島神社 - 山形県最上郡鮭川村大字佐渡字日下2356番 - 稲荷神社 - 山形県最上郡鮭川村大字向居字櫻林1083番 - 山神社 (鮭川村曲川) - 山形県最上郡鮭川村大字曲川字滝ノ沢3640番 - 日山神社 - 山形県最上郡鮭川村大字庭月字高土井山3915番 - 熊野神社 - 山形県最上郡鮭川村大字佐渡字熊野堂2085番 |

### 戸沢村
| - 山神社 (戸沢村神田) - 山形県最上郡戸沢村大字神田字内林82番 - 諏訪神社 - 山形県最上郡戸沢村大字松坂字東塩沢632-3 - 稲荷神社 - 山形県最上郡戸沢村大字名高字上ノ山19番 - 神田神社 (戸沢村) - 山形県最上郡戸沢村大字神田字坂下1138-1 - 八幡神社 - 山形県最上郡戸沢村大字岩清水字岩清水836-1 - 外川神社 - 山形県最上郡戸沢村大字古口字山山内3263番 - 山神社 (戸沢村古口外川2673) - 山形県最上郡戸沢村大字古口字外川2673-1 - 白山神社 (戸沢村古口眞柄) - 山形県最上郡戸沢村大字古口字眞柄2929-2 - 山神社 (戸沢村松坂) - 山形県最上郡戸沢村大字松坂字田沢1090 - 山神社 (戸沢村蔵岡) - 山形県最上郡戸沢村大字蔵岡字角間沢85番 | - 山神社 (戸沢村角川) - 山形県最上郡戸沢村大字角川字日山番外地 - 草薙神社 - 山形県最上郡戸沢村大字古口字土湯352番 - 山神社 (戸沢村古口土湯) - 山形県最上郡戸沢村大字古口字土湯351番 - 山神社 (戸沢村古口柏沢) - 山形県最上郡戸沢村大字古口字柏沢2440-1 - 白山神社 (戸沢村古口堂坂) - 山形県最上郡戸沢村大字古口字堂坂2796-1 - 稲荷神社 - 山形県最上郡戸沢村大字古口字堂坂2796-2 - 山神社 (戸沢村古口外川1357) - 山形県最上郡戸沢村大字古口字外川1357-11 - 今熊野神社 - 山形県最上郡戸沢村大字角川字長倉1010 - 山神社 (戸沢村古口沓喰) - 山形県最上郡戸沢村大字古口字沓喰2806-1 |

## 東置賜郡

### 高畠町
| - 鹿島神社 - 山形県東置賜郡高畠町大字蛇口字鹿島前1353-1 - 稲荷神社 - 山形県東置賜郡高畠町大字上和田字大石田815-1 - 熊野神社 - 山形県東置賜郡高畠町大字柏木目字屋敷廻366-1 - 稲荷神社 - 山形県東置賜郡高畠町大字小其塚字寺廻1130-1 - 八幡神社 - 山形県東置賜郡高畠町大字安久津八幡前2011番 - 厳島神社 - 山形県東置賜郡高畠町大字高畠字北裏1442番 - 熊野神社 - 山形県東置賜郡高畠町大字泉岡538の1番 - 天満神社 - 山形県東置賜郡高畠町大字塩森2450-1 - 子安神社 - 山形県東置賜郡高畠町大字泉岡877の3 - 皇大神社 - 山形県東置賜郡高畠町大字元和田字木戸1015-1 - 八坂神社 - 山形県東置賜郡高畠町大字深沼字大曲1393-3 - 稲荷神社 - 山形県東置賜郡高畠町大字本柳字粡町35 - 住吉神社 - 山形県東置賜郡高畠町大字時沢字向山1155番 - 熊野神社 - 山形県東置賜郡高畠町大字福沢字西町西側堂1584-1 - 熊野神社 - 山形県東置賜郡高畠町大字馬頭学大久保1744-1 - 安久津八幡神社 - 山形県東置賜郡高畠町大字安久津2011 - やなば稲荷 - 山形県東置賜郡高畠町大字夏茂2990 - 大社神社 - 山形県東置賜郡高畠町大字宮下5429-1 | - 熊野神社 - 山形県東置賜郡高畠町大字入生田字拾徳2552-1 - 住吉神社 - 山形県東置賜郡高畠町大字竹ノ森字姥作4848-2 - 高房神社 - 山形県東置賜郡高畠町大字元和田字堂山1127-1 - 熊野神社 - 山形県東置賜郡高畠町大字相ノ森663番 - 青麻神社 - 山形県東置賜郡高畠町大字亀岡字小館4074-5 - 熊野神社 - 山形県東置賜郡高畠町大字夏茂元夏刈字舘ノ内726 - 八幡神社 - 山形県東置賜郡高畠町大字下和田字八幡堂2245 - 稲荷神社 - 山形県東置賜郡高畠町大字上平柳字西山神373-1 - 稲荷神社 - 山形県東置賜郡高畠町大字佐沢字長峯3138-1 - 白髭神社 - 山形県東置賜郡高畠町大字山崎字上在家37-1 - 稲荷神社 - 山形県東置賜郡高畠町大字石岡字西古屋敷953-1 - 奥津島神社 - 山形県東置賜郡高畠町大字糠野目字癖天前1471-1 - 山王神社 - 山形県東置賜郡高畠町大字糠野目字台1954-4 - 畿内神社 - 山形県東置賜郡高畠町大橋字町浦999-1 - 白髭神社 - 山形県東置賜郡高畠町大字露藤字赤田1711番 |

### 川西町
| - 浮島神社 - 山形県東置賜郡川西町大字時田字浮島2330番 - 妻頭神社 - 山形県東置賜郡川西町大字吉田字妻頭堂3680-1 - 三嶋神社 - 山形県東置賜郡川西町大字高山字明神堂3169番 - 熊野神社 - 山形県東置賜郡川西町大字尾長島字叶神1894番 - 熊野神社 - 山形県東置賜郡川西町大字大舟字麓4番 - 二渡神社 - 山形県東置賜郡川西町大字上奥田2512番 - 皇大神社 - 山形県東置賜郡川西町大字上小松3099 - 大宮神社 - 山形県東置賜郡川西町大字下小松字尼ヶ沢1855番 - 熊野神社 - 山形県東置賜郡川西町大字堀金字熊野堂1168番 - 八幡神社 - 山形県東置賜郡川西町大字下平柳字八幡堂117番 - 八所神社 - 山形県東置賜郡川西町大字吉田字先達前3023-1 - 八幡神社 - 山形県東置賜郡川西町大字高山1099番 - 八幡神社 - 山形県東置賜郡川西町大字洲島新町3番 - 白子神社 - 山形県東置賜郡川西町大字荏字田端51番 - 田護神社 - 山形県東置賜郡川西町大字下奥田字明神堂10番 - 皇大神社 - 山形県東置賜郡川西町大字上小松字新倉5196番 - 置賜四所神社 - 山形県東置賜郡川西町大字上小松字社地4702 - 新山神社 - 山形県東置賜郡川西町大字中小松字新山3114番 - 一ノ宮神社 - 山形県東置賜郡川西町大字高豆冠字一ノ宮367番 | - 諏訪神社 - 山形県東置賜郡川西町大字上小松字岩松沢5161番 - 稲荷神社 - 山形県東置賜郡川西町大字黒川字坊中226番 - 天神社 - 山形県東置賜郡川西町大字玉庭字天神林6573番 - 海渡神社 - 山形県東置賜郡川西町大字玉庭字海渡前932番 - 八幡神社 - 山形県東置賜郡川西町大字西大塚字八幡林弐4355 - 両皇大神宮 - 山形県東置賜郡川西町大字玉庭神明林5番 - 龍藏神社 - 山形県東置賜郡川西町大字小松字龍蔵1371-1 - 熊野神社 - 山形県東置賜郡川西町大字朴沢字堂殿沢口2738番 - 熊野神社 - 山形県東置賜郡川西町大字大塚字熊野堂3400番 - 羽山神社 - 山形県東置賜郡川西町大字東大塚字中里参2981番 - 羽黒神社 - 山形県東置賜郡川西町大字玉庭字京ヶ森10番 - 熊野神社 - 山形県東置賜郡川西町大字玉庭字ヤルミ沢口1271 - 熊野神社 - 山形県東置賜郡川西町大字玉庭字熊野沢2799-1 - 松尾神社 - 山形県東置賜郡川西町大字玉庭字宮ノ下4901番 - 八重垣須賀神社 - 山形県東置賜郡川西町大字尾長島字古屋敷3931-1 - 三島神社 - 山形県東置賜郡川西町大字上小松字西三島1900番 - 雷神社 (山形県川西町) - 山形県東置賜郡川西町大字黒川字雷前1476-1 |

## 西置賜郡

### 小国町
| - 大宮子易両神社 - 山形県西置賜郡小国町大字大宮字御手洗下236 - 山神社 - 山形県西置賜郡小国町大字荒沢字宮ノ前118番 - 古四王神社 - 山形県西置賜郡小国町大字大滝605-5 - 山神社 - 山形県西置賜郡小国町大字五味沢字三明沢口607番 - 皇大神社 - 山形県西置賜郡小国町大字新屋敷字坂下五113番 - 八幡神社 - 山形県西置賜郡小国町大字小国小坂町字町西弐894 - 白子神社 - 山形県西置賜郡小国町大字白子沢字西之原475番 - 熊野神社 - 山形県西置賜郡小国町大字伊佐領字大道上壱127番 - 春日神社 - 山形県西置賜郡小国町大字若山字春日西389番 - 山神社 - 山形県西置賜郡小国町大字石滝早宮ノ前455番 - 山神社 - 山形県西置賜郡小国町大字玉川977番 - 山神社 - 山形県西置賜郡小国町大字舟渡字越沢944番 - 山神社 - 山形県西置賜郡小国町大字足野水427番 - 山神社 - 山形県西置賜郡小国町大字長沢字宮ノ下436番 - 諏訪神社 - 山形県西置賜郡小国町大字岩井沢字大日堂壱555番 | - 山神社 - 山形県西置賜郡小国町大字古田字宮ノ前329番 - 稲荷神社 - 山形県西置賜郡小国町大字小渡字宅地上通り244番 - 大宮子易両神社 - 山形県西置賜郡小国町大字大宮237 - 皇大神社 - 山形県西置賜郡小国町大字舟渡字明神後277番 - 山神社 - 山形県西置賜郡小国町大字樋ノ沢字宮ノ越50番 - 突智冠神社 - 山形県西置賜郡小国町大字尻無沢字西の前395番 - 熊野神社 - 山形県西置賜郡小国町大字東原14番6 - 山神社 - 山形県西置賜郡小国町大字金目字滝ノ沢入375番 - 白山神社 - 山形県西置賜郡小国町大字栃倉字引入沢山岸47番 - 飯綱神社 - 山形県西置賜郡小国町大字小国小坂町418番 - 菅原神社 - 山形県西置賜郡小国町大字越中里字宮の平83番 - 山神社 - 山形県西置賜郡小国町大字小玉川289番 |

### 白鷹町
| - 鮎貝八幡宮 - 山形県西置賜郡白鷹町大字鮎貝2303-1 - 熊野神社 - 山形県西置賜郡白鷹町大字横田尻字熊野堂2964-2 - 黒瀧神社 - 山形県西置賜郡白鷹町大字菖蒲字森下42番 - 厳島神社 - 山形県西置賜郡白鷹町大字横田尻字高野七23-1 - 稲荷神社 - 山形県西置賜郡白鷹町大字大瀬814-1 - 山神社 (白鷹町萩野) - 山形県西置賜郡白鷹町大字萩野1655の4 - 熊野神社 - 山形県西置賜郡白鷹町大字畔藤6868番 - 諏訪神社 - 山形県西置賜郡白鷹町大字浅立3937番 - 稲荷神社 - 山形県西置賜郡白鷹町大字深山字阿弥陀坂3060-2 - 八幡神社 - 山形県西置賜郡白鷹町荒砥甲1092番 - 山神社 (白鷹町山口) - 山形県西置賜郡白鷹町大字黒鴨字山神林1番 - 羽黒神社 - 山形県西置賜郡白鷹町大字山口4573番 | - 山神社 (白鷹町栃窪) - 山形県西置賜郡白鷹町大字栃窪字弥次郎沢1207番 - 皇太神社 - 山形県西置賜郡白鷹町大字横田尻1360番 - 大里神社 - 山形県西置賜郡白鷹町大字荒砥乙3172-37 - 立岩神社 - 山形県西置賜郡白鷹町大字畔藤7713-2 - 八幡神社 - 山形県西置賜郡白鷹町大字滝野281番 - 稲荷神社 - 山形県西置賜郡白鷹町大字高玉3831番 - 稲荷神社 - 山形県西置賜郡白鷹町大字高玉字稲荷堂563番 - 畔藤神社 - 山形県西置賜郡白鷹町大字畔藤1263番 - 熊野神社 - 山形県西置賜郡白鷹町大字中山826番 - 雷神社 (白鷹町) - 山形県西置賜郡白鷹町大字畔藤2452-1 |

### 飯豊町
| - 岩倉神社 - 山形県西置賜郡飯豊町大字岩倉字舘ノ内209番 - 若宮八幡神社 - 山形県西置賜郡飯豊町大字上屋地字若宮沢318 - 八幡神社 - 山形県西置賜郡飯豊町大字黒沢811番 - 八幡神社 - 山形県西置賜郡飯豊町大字松原字町北1659-1 - 八幡神社 - 山形県西置賜郡飯豊町大字手ノ子2418-2 - 養蚕神社 - 山形県西置賜郡飯豊町大字広河原字屋敷浦30番 - 栂峯神社 - 山形県西置賜郡飯豊町大字小屋字栂峯708-2番 - 諏訪神社 - 山形県西置賜郡飯豊町大字萩生1973番 - 八幡神社 - 山形県西置賜郡飯豊町大字数馬447番 - 若宮八幡神社 - 山形県西置賜郡飯豊町大字中字若宮1669番 | - 小白川神社 - 山形県西置賜郡飯豊町大字小白川字大谷地3264-245 - 熊野神社 - 山形県西置賜郡飯豊町大字黒沢字壺沼140番 - 羽黒神社 - 山形県西置賜郡飯豊町大字小屋字羽黒282番 - 涌沼神社 - 山形県西置賜郡飯豊町大字椿字明神廻1779-1 - 山神社 (飯豊町宇津沢) - 山形県西置賜郡飯豊町大字宇津沢字清水沢37番 - 山之神神社 - 山形県西置賜郡飯豊町大字萩生字阿弥陀堂ノ1971-5 - 八幡神社 - 山形県西置賜郡飯豊町大字萩生字岡弐553番 - 熊野神社 - 山形県西置賜郡飯豊町大字添川2494の2番 |

## 東田川郡

### 三川町
| - 愛宕神社 - 山形県東田川郡三川町大字押切新田字足子117番 - 琴平神社 - 山形県東田川郡三川町大字猪子字旭谷地198番 - 皇大神社 - 山形県東田川郡三川町大字押切新田字對島147番 - 皇大神社 - 山形県東田川郡三川町大字助11番 - 新山神社 - 山形県東田川郡三川町大字小尺字前田元11番 - 八坂神社 - 山形県東田川郡三川町大字横山字角地田216番 - 皇大神社 - 山形県東田川郡三川町大字横山字横山31番 - 愛宕神社 - 山形県東田川郡三川町大字横山字横山248番 - 大原神社 - 山形県東田川郡三川町大字横山字横山43-1番 - 八幡神社 - 山形県東田川郡三川町大字横山字横山228番 - 皇大神社 - 山形県東田川郡三川町大字横川新田字中新田4番 - 皇太神社 - 山形県東田川郡三川町大字竹原田字切添50番 - 日枝神社 - 山形県東田川郡三川町大字横川字家岸102番 - 皇大神社 - 山形県東田川郡三川町大字堤野字堀田30番 - 八幡神社 - 山形県東田川郡三川町大字加藤字赤田18番 - 八幡神社 - 山形県東田川郡三川町大字成田新田字内島野79番 - 平野神社 - 山形県東田川郡三川町大字横山字土橋73番 - 愛宕神社 - 山形県東田川郡三川町大字押切新田字街道表61番 - 皇太神社 - 山形県東田川郡三川町大字押切新田字三本木165 - 皇大神社 - 山形県東田川郡三川町大字押切新田字早稲田85番 | - 皇大神社 - 山形県東田川郡三川町大字横内字中上田元52番 - 愛宕神社 - 山形県東田川郡三川町大字横川字隠里10番 - 秋葉神社 - 山形県東田川郡三川町大字横山字横山251番 - 八幡神社 - 山形県東田川郡三川町大字菱沼字村上4番 - 八幡神社 - 山形県東田川郡三川町大字横山字土橋181番 - 皇大神社 - 山形県東田川郡三川町大字横川字隠里10番 - 皇大神社 - 山形県東田川郡三川町大字押切新田字豊秋65番 - 平野神社 - 山形県東田川郡三川町大字土口字村西54番 - 山神社 (三川町) - 山形県東田川郡三川町大字押切新田字前川原247番 - 八坂神社 - 山形県東田川郡三川町大字助川字北畑87番 - 天満宮 - 山形県東田川郡三川町大字神花字天神堂46番 - 青山神社 - 山形県東田川郡三川町大字青山字筬元128番 - 白山神社 - 山形県東田川郡三川町大字助川字北畑43番 - 六所神社 - 山形県東田川郡三川町大字助川字北畑84番 - 皇大神社 - 山形県東田川郡三川町大字押切新田字街道表88番 - 加茂神社 - 山形県東田川郡三川町大字横山字下石行43番 - 薬師神社 - 山形県東田川郡三川町大字善阿弥字宮野腰73番 - 八幡神社 - 山形県東田川郡三川町大字猪子字下堀田16番 |

### 庄内町
| - 月山神社 - 山形県東田川郡庄内町立谷沢本沢31 - 北舘神社 - 山形県東田川郡庄内町狩川字笠山400番 - 皇大神社 - 山形県東田川郡庄内町西野字西野131番 - 薬師神社 - 山形県東田川郡庄内町宮曽根字宮ノ前81番 - 皇大神社 - 山形県東田川郡庄内町島田字沼田13番 - 八幡神社 - 山形県東田川郡庄内町堀野字中堀野28番 - 八幡神社 - 山形県東田川郡庄内町千河原字前野359-1 - 八幡神社 - 山形県東田川郡庄内町杉ノ浦字杉野1番 - 八幡神社 - 山形県東田川郡庄内町高田麦字田中35番 - 山神社 (庄内町久田) - 山形県東田川郡庄内町久田字久田33番 - 皇大神社 - 山形県東田川郡庄内町家根合字菖蒲島72番 - 山神社 (庄内町榎木) - 山形県東田川郡庄内町榎木字小金台1番 - 皇大神社 - 山形県東田川郡庄内町家根合字落合裏48番 - 皇大神社 - 山形県東田川郡庄内町余目字南口16番 - 皇大神社 - 山形県東田川郡庄内町狩川字今岡33-1 - 三上神社 - 山形県東田川郡庄内町添津字諏訪下70番 - 八幡神社 - 山形県東田川郡庄内町狩川字阿古屋47番 - 熊野神社 - 山形県東田川郡庄内町狩川字堂の下48番 - 熊野神社 - 山形県東田川郡庄内町狩川字阿古屋48番 - 皇大神社 - 山形県東田川郡庄内町主殿新田字前割2番 - 熊野神社 - 山形県東田川郡庄内町槇島字五里塚72番 - 八幡神社 - 山形県東田川郡庄内町余目字町223番 - 八幡神社 - 山形県東田川郡庄内町余目字上朝丸158番 - 天満神社 - 山形県東田川郡庄内町跡字梅木100番 - 皇大神社 - 山形県東田川郡庄内町余目字長畑20番 - 住吉神社 - 山形県東田川郡庄内町提興屋字野岡24番 | - 白山神社 - 山形県東田川郡庄内町余目字興野5番 - 皇大神社 - 山形県東田川郡庄内町余目字館48番 - 天満神社 - 山形県東田川郡庄内町余目字町301番 - 皇大神社 - 山形県東田川郡庄内町余目字松岡45番 - 瀧澤神社 - 山形県東田川郡庄内町狩川字不動沢1番 - 御嶽神社 - 山形県東田川郡庄内町三ヶ沢字宮田52番 - 皇大神社 - 山形県東田川郡庄内町西袋字村立3番 - 天満神社 - 山形県東田川郡庄内町払田字増穂田3番 - 皇大神社 - 山形県東田川郡庄内町中野字前割9番 - 皇大神社 - 山形県東田川郡庄内町吉岡字東北裏1番 - 八幡神社 - 山形県東田川郡庄内町南野新田字西割37番 - 皇大神社 - 山形県東田川郡庄内町近江新田字村上31番 - 皇大神社 - 山形県東田川郡庄内町福島字北フケ14番 - 皇太神社 - 山形県東田川郡庄内町前田野目字余慶9番 - 皇大神社 - 山形県東田川郡庄内町大真木字中屋敷13番 - 八幡神社 - 山形県東田川郡庄内町大野字太農69番 - 枚岡神社 - 山形県東田川郡庄内町平岡字平岡1番 - 八幡神社 - 山形県東田川郡庄内町深川字大縄場24番 - 皇大神社 - 山形県東田川郡庄内町廿六木字三ッ車55番 - 山神社 (庄内町堀野) - 山形県東田川郡庄内町堀野字上堀野24番 - 皇大神社 - 山形県東田川郡庄内町常万字常岡43番 - 住吉神社 - 山形県東田川郡庄内町余目新田字西町11-1 - 皇大神社 - 山形県東田川郡庄内町田谷字谷田24番 - 三輪神社 - 山形県東田川郡庄内町福原字石蔵1番 - 皇大神社 - 山形県東田川郡庄内町茗荷瀬字岡田76番 |

- 湯殿山神社 - 山形県東田川郡朝日村田麦俣六十里7

## 飽海郡

### 遊佐町
| - 鳥海山大物忌神社 - 山形県飽海郡遊佐町吹浦字西楯 - 吹浦口之宮 - 山形県飽海郡遊佐町大字吹浦字布倉1 - 蕨岡口之宮 - 山形県飽海郡遊佐町大字上蕨岡字松ヶ岡1 - 三輪神社 - 山形県飽海郡遊佐町直世字箕輪48番 - 諏訪神社 - 山形県飽海郡遊佐町宮田字木戸口40番 - 日枝神社 - 山形県飽海郡遊佐町宮田字堂地110番 - 三上神社 - 山形県飽海郡遊佐町庄泉字藤ノ木4番 - 稲荷神社 - 山形県飽海郡遊佐町藤崎字茂り松75番 - 三上神社 - 山形県飽海郡遊佐町岩川字後田60番 - 貴福神社 - 山形県飽海郡遊佐町遊佐字舞鶴7番 - 三歳神社 - 山形県飽海郡遊佐町白井新田字二本松流1番 - 白山神社 - 山形県飽海郡遊佐町白井新田字宮沢長根1番 - 諏訪神社 - 山形県飽海郡遊佐町野沢字船津田38番 - 皇大神社 - 山形県飽海郡遊佐町野沢字宅内1番 - 八幡神社 - 山形県飽海郡遊佐町野沢字下ク子添65番 - 八幡神社 - 山形県飽海郡遊佐町大蕨岡字村前9番 - 三上神社 - 山形県飽海郡遊佐町北目字丸子5番 - 熊野神社 - 山形県飽海郡遊佐町小松字中小松9番 - 三上神社 - 山形県飽海郡遊佐町直世字尻地53番 - 山神社 (遊佐町庄泉) - 山形県飽海郡遊佐町庄泉字大谷地470番 - 三上神社 - 山形県飽海郡遊佐町宮田字東家妻8番 - 稲荷神社 - 山形県飽海郡遊佐町江地字中屋敷田36番 - 熊野神社 - 山形県飽海郡遊佐町増穂字南田32番 - 三上神社 - 山形県飽海郡遊佐町宮田字久保ノ前92番 - 住吉神社 - 山形県飽海郡遊佐町岩川字千本柳81番 - 三上神社 - 山形県飽海郡遊佐町宮田字瀬畑14番 | - 八幡神社 - 山形県飽海郡遊佐町江地字上屋敷田93番 - 剱龍神社 - 山形県飽海郡遊佐町当山字上戸2番 - 三上神社 - 山形県飽海郡遊佐町北目字楯ノ内22番 - 大井神社 - 山形県飽海郡遊佐町庄泉字開元150番 - 皇大神社 - 山形県飽海郡遊佐町庄泉字大谷地460番 - 諏訪神社 - 山形県飽海郡遊佐町増穂字前田18番 - 古四王神社 - 山形県飽海郡遊佐町庄泉字宮ノ下10番 - 皇大神社 - 山形県飽海郡遊佐町増穂字後新田22番 - 諏訪神社 - 山形県飽海郡遊佐町増穂字鼡田54番 - 諏訪神社 - 山形県飽海郡遊佐町当山字宮ノ越25番 - 諏訪神社 - 山形県飽海郡遊佐町大蕨岡字前河原36番 - 船玉神社 - 山形県飽海郡遊佐町比子字服部興野51番 - 稲荷神社 - 山形県飽海郡遊佐町菅里字十里塚128番 - 藤山神社 - 山形県飽海郡遊佐町藤崎字一ノ坪61番 - 稲荷神社 - 山形県飽海郡遊佐町庄泉字後藤寺田62番 - 薬師神社 - 山形県飽海郡遊佐町比子字白木54番 - 諏訪神社 - 山形県飽海郡遊佐町比子字青塚76番 - 御嶽神社 - 山形県飽海郡遊佐町野沢字水上55-1 - 皇大神社 - 山形県飽海郡遊佐町白井新田字岩野7番 - 皇大神社 - 山形県飽海郡遊佐町野沢字上ク子添122番 - 山神社 (遊佐町白井新田) - 山形県飽海郡遊佐町白井新田字上後田59番 - 皇大神社 - 山形県飽海郡遊佐町野沢字宅田1番 - 皇大神社 - 山形県飽海郡遊佐町当山字福ノ中236番 - 皇大神社 - 山形県飽海郡遊佐町小原田字八ッ面48番 - 諏訪神社 - 山形県飽海郡遊佐町吹浦字西楯19番 - 愛宕神社 - 山形県飽海郡遊佐町吹浦字中川原19番 - 大鳥神社 - 山形県飽海郡遊佐町吹浦字滝ノ浦24番 |